# Famille de Fabiani
 (novembre 2012).
Si vous disposez d'ouvrages ou d'articles de référence ou si vous connaissez des sites web de qualité traitant du thème abordé ici, merci de compléter l'article en donnant les références utiles à sa vérifiabilité et en les liant à la section « Notes et références ».
Il existe diverses familles Fabiani homonymes.

## La Maison de Fabiani, dePalmentoàSanta-Reparata-di-Balagna
Dans le même village[Lequel ?], on rencontre d'ailleurs plusieurs souches différentes. La tradition de la famille de Fabiani, appartenant à la noblesse française, reprise par Colonna de Cesari Rocca, situe son origine à Gubbio en Romagne, d'où Niccolo, fils cadet du comte Cesare Fabiani, serait parti en 1427 pour s'établir en Corse. 
Si une famille comtale Fabiani a bien existé et fleuri à Gubbio, l'implantation d'une de ses branches en Corse à la date en question n'est pas documentée de manière irréfutable. Il en va même des origines eugubines de Pascal Paoli évoquées par le Babbu avec autant de conviction que les Fabiani en ce qui les concerne. En revanche, l'Albergha Calvi de la république de Gênes comportait une famille du même nom ayant le même blason que les Fabiani de Santa-Reparata-di-Balagna. Quoi qu'il en soit, la famille de Palmento à Santa-Reparata-di-Balagna, à la différence de beaucoup de familles corses, possédait déjà son patronyme au XVIe siècle. 
Comme beaucoup de grandes familles de l'aire culturelle italienne, elle se veut l'héritière lointaine d'une des gens aristocratiques romaines, les Fabii, ou Gens Fabia, liés aux Fabianii, prêtres héréditaires qui célébraient les Lupercales. Dans la notice consacrée à cette famille, Colonna de Cesari Rocca reprend sans autre commentaire cette présentation : « On fait descendre la famille Fabbiani de la gens Fabia ».
La famille dont il est question ici, l'une des plus influentes de la Balagne, appartient à la noblesse française de corse puisqu'elle figure parmi les quelque quatre-vingts familles corses qui ont obtenu de la Couronne de France une reconnaissance de noblesse prouvée au-delà de 200 ans. La généalogie des trois branches dont les représentants ont bénéficié de cette RNF est détaillée dans l'acte d'avril 1774 du Conseil souverain de la Corse, conservé aux Archives départementales de la Corse.
Cette généalogie a été reproduite sommairement dans l'Armorial corse de Colonna de Cesari Rocca, puis reprise plus précisément dans le Nouvel Armorial, livre d'or de la noblesse de J.C. Orticoni et, surtout, dans l'Armorial de la Corse de F. Demartini, malheureusement entaché de quelques erreurs. Toutes les branches remontent à Tiberio Fabiani, fils de Giovannone, messer et capitaine au service de Gênes, vivant au XVIe siècle à Algajola.
Ses membres les plus fameux ont tous porté le prénom de Simon:
- le général Simon Fabiani, né en 1698, assassiné en juillet 1736 par des Corses vendus aux Génois, héros de la rébellion contre Gênes, fait comte par le roi Théodore dont il était vice-président du conseil de guerre. On a de lui un Testament politique, conservé aux Archives des Affaires étrangères[9], manifeste qui fut publié aussitôt après son assassinat. Simon Fabiani fut père de deux officiers au service de la France, du côté français à Ponte-Novo (Ponte Novu en corse), bénéficiaires de la RNF de 1774; sa fille Laura épousa un fils du colonel;
- le colonel Simon de Fabiani, dit Simoncino, qui leva un régiment Corsica au service de la couronne de Naples où fut notamment formé le jeune Pascal Paoli, écuyer de la reine d'Espagne Élisabeth Farnèse en 1742 (cousin issu de germains du général);
- le sous-préfet de Calvi à la Restauration, Simon Bonaventure de Fabiani, petit-fils du aîné général, revenu en Corse après 20 ans d'émigration au service de l'Armée des Princes et l'un des chefs de la réaction royaliste en Balagne où il fut nommé sous-préfet de Calvi (Simon Bonaventure fut aussi le fondateur du rameau breton).

Comme bien souvent en Corse, les branches aînée et cadette d'une même famille furent en concurrence afin d'exercer l'influence dominante dans leur clan et dans leur province. L'alliance de Laure, fille du général, avec un fils du colonel Simone de Fabiani scella la réconciliation des deux branches issues du mariage, en 1669, de deux frères Fabiani avec les deux filles du colonel Pompilio Morazzani, capitaine à Rome sous Alexandre VII, commandant de l'artillerie corse. Le choix du parti français ou de la cause paoliste refléta cette césure, les cadets s'inscrivant dans la contestation des choix légitimistes des aînés.
Ainsi, le général Simon Fabiani est père de deux officiers au service de la France, du côté français à Pontenuovo (Ponte Novu en corse), qui figurent parmi les bénéficiaires de la RNF de 1774 :
- L'aîné, Giuseppe Maria de Fabiani, capitaine puis lieutenant-colonel, élu en 1756 membre du gouvernement de Balagne, membre du Conseil d'État Suprême[10], est désigné comme le petit Fabiani (Fabianino) par Paoli dans sa correspondance[11]. Sa descendance forma l'éphémère rameau breton.
- Le cadet, Giovan Andrea de Fabiani, lui aussi lieutenant-colonel, fut notamment associé aux équipées de Dumouriez en Corse. En 1792, le futur vainqueur de Valmy demanda pour lui la croix de St Louis, qu'il obtint comme plusieurs autres membres de la famille[12].

Très représentative du parti français, la famille de Fabiani eut en fait une attitude plus nuancée envers Pascal Paoli que ne le veut sa tradition, comme l'indique la correspondance de ce dernier. Ultime rebondissement et ironie de l'histoire, elle s'allia même avec la famille du Babbu : Felicina de Fabiani, arrière petite fille d'un frère du général Fabiani, épousa en effet le colonel Leonetti, neveu du grand homme de l'île. Leur descendance s'épanouit à Monticello, par les Pietri puis les Malaspina qui demeurent toujours dans l'une des maisons Fabiani, le Palazzo.

## Le Rameau breton
Le rameau breton résulte des tribulations de Simon Bonaventure de Fabiani, officier au Royal corse en garnison à Dinand, qui épousa, le 4 décembre 1781 à Landéan (Ille-et-Vilaine), Maria-Anne Thérèse du Pontavice des Renardières (1762-1831), demoiselle du Mesnil, fille d'Olivier-Jean du Pontavice des Renardières et d'Anne Thérèse le Forestier. Leur fille, Thérèse Lucie de Fabiani (1782-1854), épousa un neveu de l'écrivain Chateaubriand, François Hippolyte Marie comte de Québriac (1782-1846), maire de Fougères, sous-préfet de Lannion et de divers lieux, chevalier de la Légion d'honneur, fils de Jean François Xavier comte de Québriac et de Bénigne Jeanne de Chateaubriand, sœur aînée de l'écrivain-diplomate. Leur fils Ernest Lucien comte de Québriac (1808-1849) fut officier de marine et le dernier de son nom ; leur fille Lucie Thérèse Pauline de Québriac, née en 1817, épousa le 25 avril 1843 à Fougères le rejeton d'une des plus anciennes familles de la noblesse bretonne, Arthur Marie Jean Euzenou de Kersalaün, comte d'Euzenou. Ce dernier mourut quelques mois plus tard. 
Ainsi s’éteignit le rameau breton de la famille de Fabiani.

## Pour approfondir